# Silverstoneia minutissima
Espèce
Silverstoneia minutissima est une espèce d'amphibiens de la famille des Dendrobatidae.

## Répartition
Cette espèce est endémique de Colombie. Elle se rencontre dans les départements d'Antioquia et de Chocó de 60 à 700 m d'altitude dans le bassin du río Atrato.

## Description
Les mâles mesurent de 13,3 à 16,2 mm et les femelles de 14,5 à 17,0 mm.

## Publication originale
- Grant & Myers, 2013 : Review of the frog genus Silverstoneia, with descriptions of five new species from the Colombian Chocó (Dendrobatidae, Colostethinae). American Museum novitates, no 3784, p. 1-58 (texte intégral).